# Qiu Qiyuan
Qiu Qiyuan (Fujian, 24 maggio 2007) è una ginnasta cinese, campionessa mondiale alle parallele asimmetriche nel 2023.